# Nomic
Nomic — игра, правила которой включают средства, позволяющие игрокам их изменять, обычно через систему демократического голосования. По словам создателя Nomic:

Nomic — игра, в которой изменение правил является её ходом. В этом отношении она отличается практически от любой другой игры. Основная деятельность игроков состоит в предложении поправок к правилам, обсуждения желательности предложенного изменения, голосования по ним, определяющего, что будет разрешено, а что запрещено впоследствии, и в исполнении принятого. Даже ядро игры, без сомнения, может быть изменено.

Петер Субер, «Парадокс самосовершенствования» Архивная копия от 4 сентября 2006 на Wayback Machine, Приложение 3

Фактически под названием «Nomic» объединяется множество игр, основывающихся на стартовом своде правил, изложенных Петером Субером в его книге «Парадокс самосовершенствования». Базовые правила впервые были опубликованы в 1982 г. Дугласом Хофстадером, ведущим колонки Metamagical Themas в журнал Scientific American, где обсуждалось намеченное издание книги Субера, осуществленное несколько лет спустя. Игра до некоторой степени моделирует устройство современного государства и демонстрирует, что любая система с изменяющимися правилами может войти в состояние, когда законы противоречивы, либо их недостаточно для определения того, что является разрешённым . Поскольку игра воспроизводит юридическую систему и демонстрирует её концептуальные аспекты, название происходит от греч. νόμος — закон.
В начальных правилах Субера условием победы является набор суммы в 100 очков, получаемых из бросков игрального кубика. Игроки могут изменять правила в такой степени, что набранное количество очков будет не связано с победой, или победа вообще не будет существенной. В игре могут быть изменены любые правила, включая правила, определяющие условия победы, и даже правила, которым должны удовлетворять другие правила. При этом, образовавшиеся в наборе правил «лазейки» могут быть использованы обнаружившим их игроком для «жульничества» и модификации правил, позволяющих ему выиграть. Ситуация осложняется тем, что изначальный набор правил Субера позволяет назначение судьи, разрешающего споры в интерпретации правил.

## Геймплей
Игра может проходить за столом, с ведением необходимого количества записей, или через интернет (обычно через архивируемый список рассылки).
Изначально игроки делают ходы по часовой стрелке. Делая ход, игрок вносит предложение об изменении правил, по которому производится голосование всеми игроками. После этого игрок бросает кубик⁣, чтобы определить полученное количество очков, прибавляемых к его счёту. Если предложение об изменении в правилах прошло, изменения вступают в силу в конце круга игры. Могут быть изменены любые правила с разным уровнем сложности, включая ключевые правила самой игры. Таким образом, геймплей может быстро изменяться.
Правила поделены на два типа: изменяемые (англ. mutable) и неизменяемые (англ. immutable). Основная разница между ними в том, что неизменяемые правила должны быть преобразованы (англ. transmuting) в изменяемые перед их изменением или удалением. Также,э неизменяемые правила, имеют приоритет над изменяемыми. Изменением правил может быть:
- добавление нового изменяемого правила
- поправка к изменяемому правилу
- отмена изменяемого правила
- преобразование правила из изменяемого в неизменяемое
- или преобразование правила из неизменяемого в изменяемое

Существуют различные альтернативные варианты стартовых правил, когда игра происходит в алфавитном порядке имён игроков, или когда очки начисляются на основе успешности внесения поправок вместо случайных бросков кубика.